# イグニコックス属
イグニコックス（Ignicoccus、イグニコッカス、イグニカカス）は、偏性嫌気性グラム陰性不定形球菌の超好熱古細菌である。学名Ignicoccusは、ラテン語で「炎」を意味するイグニス(ignis)と、球菌を意味するコックス(Coccus)（ギリシャ語で「木の実」を意味するκόκκοςより派生）に由来する。
2000年にアイスランド北部のコルベインセイ海嶺（大西洋中央海嶺）からI. islandicusと、メキシコ沖のブラックスモーカー（東太平洋海嶺近傍）からI. pacificusが発見、記載された。コルベインセイ海嶺からは、2002年にもI. hospitalisが発見されている。
当初はI. hospitalisが表面に“Nanoarchaeum equitans”を共生させていることで知られていたが、後にATP合成酵素を持つ外細胞膜（以前は単なる外膜だと思われていた）や、ペリプラズム空間にエネルギー代謝系と小嚢（内膜から派生する）を持つことが分かり、真核生物との類似性が注目されている。極端な例だが、内膜を細胞核とみなして、I. hospitalisの祖先とN. equitansの祖先の共生系がα-プロテオバクテリアを取り込み、真核生物になったという仮説が出たこともある。
さらに、この属からは新規の炭酸同化経路が発見されている。

## 形態・性質

### 生育環境
主に深海の熱水系に成育し、硫黄と水素に依存する化学合成独立栄養で増殖する。偏性嫌気性で生育温度は70-98°C。至適生育温度は90°C付近、至適pHは5-6付近である。至適条件付近では1時間程度で2倍に増殖する。

### 形態
形態は1-3μm程度の球状に近い不定形。細胞表面には最大9本の鞭毛がある。一般的な古細菌の細胞表面構造であるS層やシュードムレイン、多糖類のような硬い殻は持っておらず、菌体最外部にはこの古細菌最大の特徴である外細胞膜がある。内膜と外細胞膜の間は細胞質の数倍にも達するペリプラズム空間が存在する。ペリプラズム空間には多数の小嚢が存在している。小嚢は内膜から派生し、最終的に内膜に再び取り込まれる。
外細胞膜表面にはATP合成酵素や、アセチルCoAシンテターゼ、水素-硫黄オキシドレダクターゼ複合体などが局在している一方、DNAやタンパク質合成系などは内膜の内側に存在しており、情報処理系とエネルギー生産系が別の場所に分けられている。この構造は細胞膜と核膜を持つ真核生物に通じる部分がある。

### ゲノムサイズ
2007年に、I. hospitalis KIN4の全ゲノム配列が解読されている。ゲノムサイズは129万7538 bpとごく小さい。

### N. equitansの共生
発見時、I. hospitalisは細胞表面にN. equitansを共生させていたが、これはI. hospitalisの寄生体の様である。寄生されたI. hospitalisは増殖能力が低下する。N. equitansはATP合成系、脂質、アミノ酸、ヌクレオチドの合成系を不完全にしか備えておらず、I. hospitalisの外細胞膜を破壊・連結し、代謝産物を収奪すると考えられている。